# Raul Solnado
Raul Augusto Almeida Solnado (Lisboa, 19 de octubre de 1929 - Lisboa, 8 de agosto de 2009) fue un humorista, presentador y actor portugués. Actor cómico excepcional.
Unánimemente reconocido como uno de los mayores nombres del humor portugués, comenzó a trabajar en teatro en la Sociedade de Instrução Guilherme Cossoul (1947), profesionalizándose en 1952. Artista de variedades y teatral (opereta, comédia, revista). Humorista en la radio y en edición de discos. Después de 1963, hace teleteatro en Brasil y en la RTP. En 1964 se convierte en fundador y empresario del Teatro Villaret.
- Datos: Q959703
- Multimedia: Raul Solnado / Q959703